# Zoguové
Zoguové či dynastie Zogu (albánsky Dinastia Zogolli) byli vládnoucí královskou dynastií v Albánii v letech 1928 až 1939. Za zakladatele dynastie je uváděn Zogu Paša, ovšem jako vládnoucí dynastii jí ustanovil až v roce 1928 Ahmet Zogu (pod jménem Zog I.) Ten však musel v roce 1939 Albánii opustit, protože jí okupovala Itálie. Pouze dva dny před italskou okupací se mu narodil jediný syn Leka Zogu, který byl od smrti Zoga I. v roce 1961 hlavou dynastie. Byl jí až do své smrti v roce 2011. V současnosti je hlavou rodu princ Leka, který je synem korunního prince Leky a jediný vnuk Zoga I.

## Původ
Tradičním sídlem vládců z dynastie Zogu byl zámek Burgajet v okresu Mat, odkud rod pocházel resp. dědičně spravoval tento okres. Skutečný zakladatel dynastie král Zog I. odvozoval svůj původ od albánského národního hrdiny a panovníka Skanderbega, resp. od jeho sestry (Zogova matka pocházela z rodu Toptani, který měl pocházel od sestry Skanderbega, i když proto musel být upraven rodokmen). Některými historiky je podobně jako Napoleon Bonaparte (a Napoleon III.) považován za samozvance a uzurpátora trůnu, který předtím patřil dědičně zvolenému rodu Wiedů.
K „legitimitě“ Zoga I. resp. dynastie Zogu, ale přispívá, že kníže Vilém z Wiedu byl zvolen z vůle velmocí a vládl pouze krátkou dobu (ve srovnání s Ottou Řeckým a Jiřím I.), navíc jeho synem Karlem Viktorem vymřeli v roce 1973 Vilémovi potomci a tak se dá jejich nárok na trůn považovat za ukončený.

## Vládci z dynastie Zogu

### Dědičný guvernér okresu Mati
- Zogu Paša (také znám, jako Zogu Veliký)
- 'Abdu'llah Bey Zogolli
- Ahmad Bey Zogolli
- Mahmud Paša Zogolli
- Xhelal Paša Zogolli
- Riza Zogolli
- Džemal Paša Zogolli
- Ahmet Zogu

### Král Albánců (1928–1939)
- Zog I.

### Pretendenti trůnu a hlavy rodu po roce 1939
- Zog I. – (1939–1961)
- Leka I. Zogu – (1961–2011)
- Leka II. Zogu – (od 2011)

## Rodokmen
- Mahmud Paša Zogolli
  - Dželal Paša Zogolli, dědičný guvernér Mati, oženil se s Ruhije Alltuni
    - Hedije Hanem, provdala se za Yusufa Beje Biçakçiho, měla potomky – tři syny a pět dcer
    - Riza Bej Zogolli, dědičný guvernér Mati
      - Khairuddin Bej Zogolli
      - Liman Bej Zogolli
      - Khalid Bej Zogolli
        - Hasan Bej Zogolli, měl potomky – tři syny a dvě dcery

    - Zia Paša Zogolli
      - Fehim Ziya Bej Zoga, měl potomky – tři syny a jednu dceru
      - Omer Naïm Bej Burel, měl potomky – jednoho syna a tři dcery
      - Nevin Chánum, měla potomky – dva syny a dvě dcery

    - Džemal Paša Zogolli, dědičný guvernér Mati, oženil se nejprve s Zenjou Malikou Hanem, poté se Sadije Toptani
      - Xhelal Zogu, oženil se s Ruhije Doshishti, Ikbal Pekkini, Faikou Minxhalliu a Hyrijet Allaj
        - Said Zogu
        - Melek Zogu
        - Elvira Zogu
        - Skënder Zogu, oženil se s Jacqueline Cosme
          - Virginie Alexandra Geraldine Zogu

        - Melite Zogu
        - Vera Zogu
        - Mirgin Zogu
        - Genc Zogu

      - Neznámé dítě
      - Princezna Adile Zogu, provdala se za Emina Beje Agolliho Doshishtiho, měla potomky – tři syny a dvě dcery
      -  Zog I., král albánský, oženil se s Geraldine Albánskou
        - Leka, korunní princ albánský, oženil se se Susan Cullen-Wardovou
          - Leka, princ albánský, oženil se s Eliou Zahariou
            - Princezna Geraldine

      - Princezna Nafije, provdala se za Ceno Kryeziu, měla potomky – jednoho syna
        - Tati, princ kosovský

      - Neznámý syn
      - Princezna Senije, provdala se za Şehzada Mehmeda Abida, bez potomků
      - Princezna Myzejen, neprovdaná, bez potomků
      - Princezna Ruhije, neprovdaná, bez potomků
      - Princezna Maxhide, neprovdaná, bez potomků